# کای گرین
لسلی کای گرین (متولد ۱۲ ژوئیه ۱۹۷۵)، حرفه ای‌ها او را با نام کای گرین و بعضی‌ها کای ال می‌شناسند.
گرین، یک بدنساز حرفه‌ای IFBB آمریکایی است. کای گرین اهل بروکلین نیویورک است.
همچنین وی در سریال اتفاقات عجیب نتفلیکس به ایفای نقش پرداخته است.